# Cocktailbär

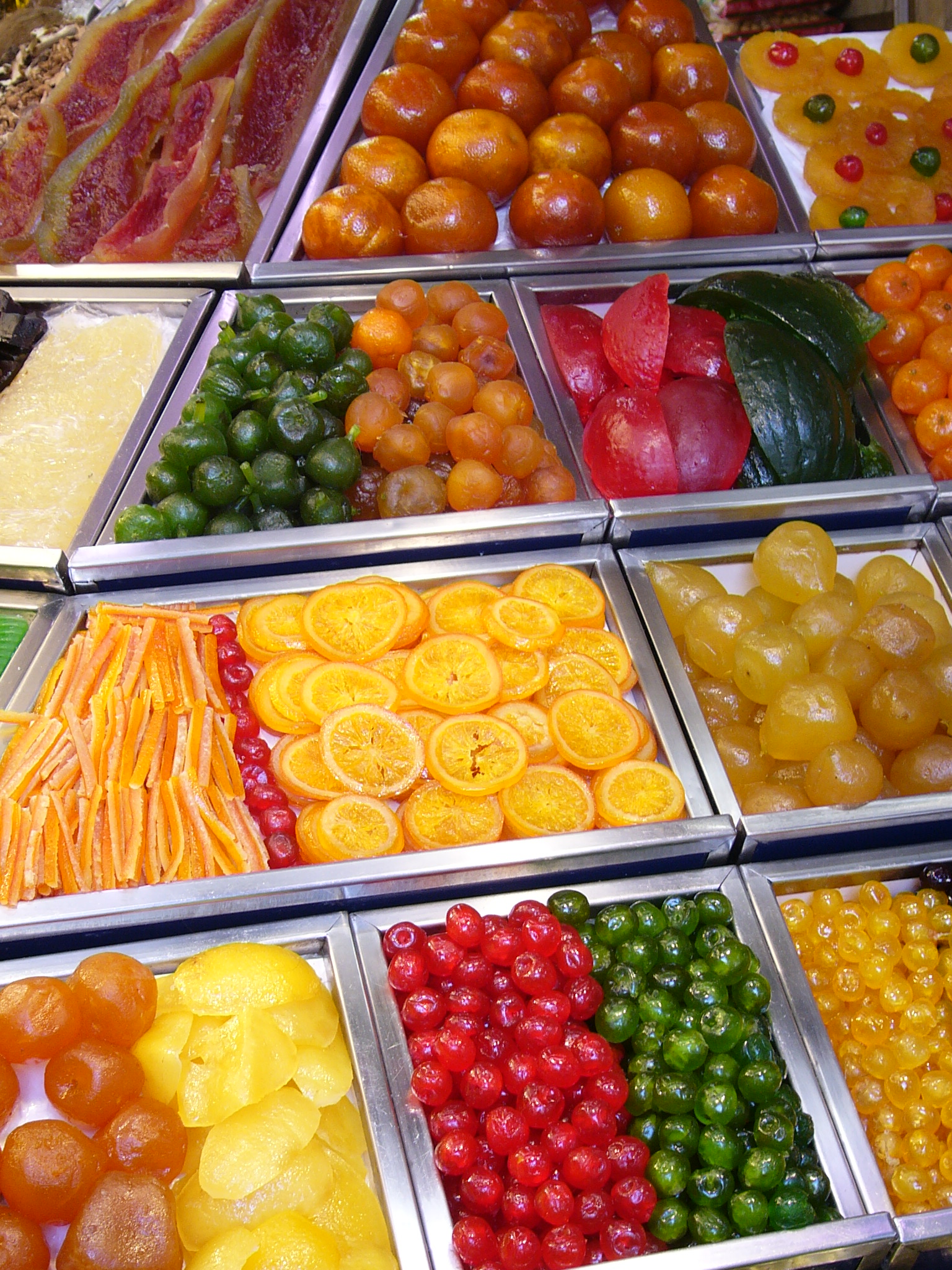
Här syns olika sorters syltade frukter, bland annat körsbär i olika färger.

Cocktailbär avser vanligen urkärnade och syltade körsbär eller bigarråer som lagts in i sockerlag. Uttrycket kan även syfta på konserverade oliver med samma användning.
Som namnet antyder används cocktailbär som dekoration i cocktail-drinkar, men även som dekoration av diverse desserter och bakverk, såsom gräddtårtor och gräddbakelser.